# Rennes-en-Grenouilles
Rennes-en-Grenouilles ist eine französische Gemeinde mit 111 Einwohnern (Stand: 1. Januar 2022) im Département Mayenne in der Region Pays de la Loire; sie gehört zum Arrondissement Mayenne und zum Kanton Lassay-les-Châteaux. 

## Geographie
Rennes-en-Grenouilles liegt etwa 29 Kilometer nordnordöstlich des Stadtzentrums von Mayenne am Fluss Mayenne, der die Gemeinde im Norden und Nordwesten begrenzt. Sie gehört zum Regionalen Naturpark Normandie-Maine. Umgeben wird Rennes-en-Grenouilles von den Nachbargemeinden Juvigny Val d’Andaine im Westen und Norden, Rives d’Andaine im Norden und Nordosten, Thubœuf im Osten, Sainte-Marie-du-Bois im Südosten und Süden sowie Le Housseau-Brétignolles im Süden und Westen.

## Bevölkerungsentwicklung
| Jahr                       | 1962 | 1968 | 1975 | 1982 | 1990 | 1999 | 2006 | 2019 |
| Einwohner                  | 192  | 182  | 145  | 148  | 122  | 105  | 110  | 103  |
| Quellen: Cassini und INSEE |      |      |      |      |      |      |      |      |

## Sehenswürdigkeiten
- Kirche Saint-Pierre
- Schloss Bois-de-Maine, Monument historique

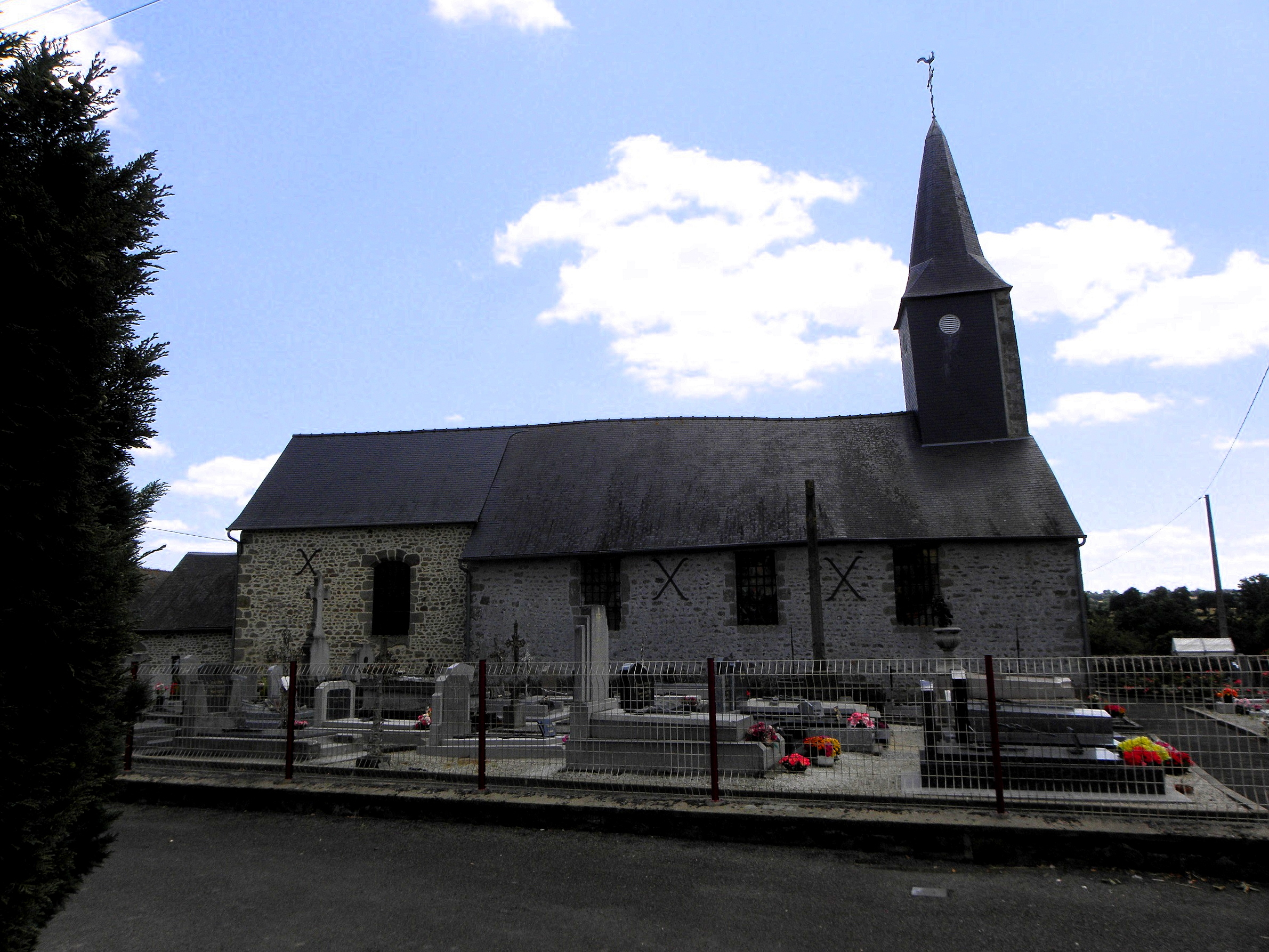
Kirche Saint-Pierre
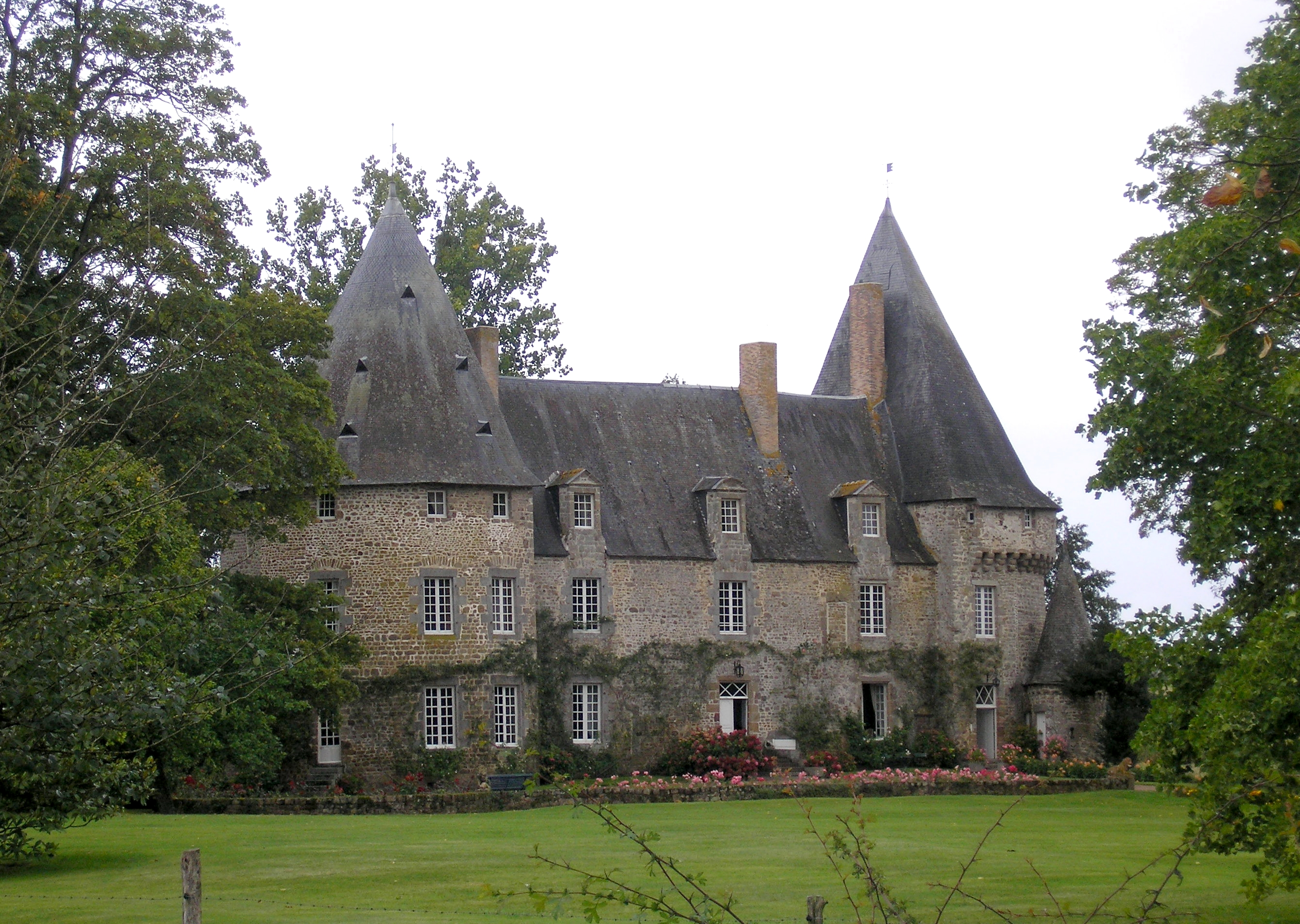
Schloss Bois-de-Maine